# Medal im. Jana Bułhaka
Medal im. Jana Bułhaka (1876–1950) – polskie wyróżnienie niepaństwowe, uchwalone decyzją Zarządu Głównego Związku Polskich Artystów Fotografików w Warszawie, w 1985 roku.

## Historia
Medal im. Jana Bułhaka został uchwalony przez Zarząd Główny Związku Polskich Artystów Fotografików w 1985 roku. Realizację projektu medalu powierzono Okręgowi Świętokrzyskiemu ZPAF. Autorem projektu medalu oraz odlewów autorskich jest polski artysta plastyk specjalizujący się w medalierstwie – Józef Stasiński. Wyróżnienie przyznawane przez Zarząd Główny Związku Polskich Artystów Fotografików było uznaniem stanowiącym gratyfikację dla osób, które swoją pracą na rzecz fotografii oraz fotograficzną twórczością artystyczną – przyczyniły się do rozwoju fotografii w Polsce.

## Opis
Awers medalu przedstawia wizerunek (twarz) Jana Bułhaka. W lewej (dolnej) części awersu umieszczono logo Związku Polskich Artystów Fotografików – napis ZPAF. W dolnej (centralnej) części awersu umieszczono napis JAN BUŁHAK 1876 1950. W prawej części awersu zaprojektowano pionowy napis TWÓRCA FOTOGRAFII OJCZYSTEJ. Rewers medalu przedstawia – w górnej części otoku napis ZA WYBITNIE OSIĄGNIĘCIA TWÓRCZE W DZIEDZINIE FOTOGRAFII, w centralnej części rewersu umieszczono napis (wielkimi literami) – imię i nazwisko nagrodzonego. 
Medal wykonany w kształcie nieregularnym – sporządzony z metalu w kolorze brązowym (brąz patynowany).